# 賴晚鐘
賴晚鐘，中華民國（台灣）教育家、政治人物，曾任台北市立仁愛初中（國中）、南門國民中小學校長，後代表中國國民黨在教育團體當選為第一屆第三、四、五次增額立法委員。